# Prix Apulée
Il Prix Apulée ("Premio Apuleio") è un premio letterario istituito ad Algeri nel 2004 dalla Biblioteca nazionale d'Algeria, allo scopo di premiare, ogni anno, il miglior romanzo opera prima in ciascuna delle tre lingue presenti in Algeria: l'arabo, il francese e il berbero. Benché in principio destinato a tenersi tutti gli anni a dicembre, dopo la prima edizione del 2004, la seconda edizione ha avuto luogo solo nel 2008.

## I edizione (2004)
Premiazione: 16 febbraio 2005
- Lingua araba: Sarah Haïder,  Zanadeka ("Apostati"), El-Ikhtilaf
- Lingua berbera: Salem Zenia, Ighil d wefru ("La violenza (del potere) e il coltello (dei terroristi)" éditions l'Harmattan-Awal
- Lingua francese: Jaoudet Gassouma, Zorna, éditions Chihab, ex æquo con Mehdi Meriamine, De l'autre côté de la vie, éditions Dar El-Gharb

## II edizione (2007)
Premiazione: 10 febbraio 2008
- Lingua araba: Ahmed Khiat, Moughamarat El Makar ("Le avventure del Furbo"), collana Adab El Futuwa
- Lingua berbera: Tahar Ould-Amar, Bururu ("Il gufo"), ed. Azur
- Lingua francese: Mohammed Attaf, L'arbre de la chance, edizioni Ipha